# Slănic-Moldova
Slănic-Moldova (deutsch Moldenmarkt, ungarisch Szlanikfürdő) ist eine Kleinstadt im Kreis Bacău in der Region Westmoldau in Rumänien.
Die Kleinstadt ist auch als Kurort mit kräftigen salinischen Heilquellen bei Târgu Ocna bekannt.
Slănic ist auch der Name einer ehemals bedeutenden Staatssaline in der Walachei.

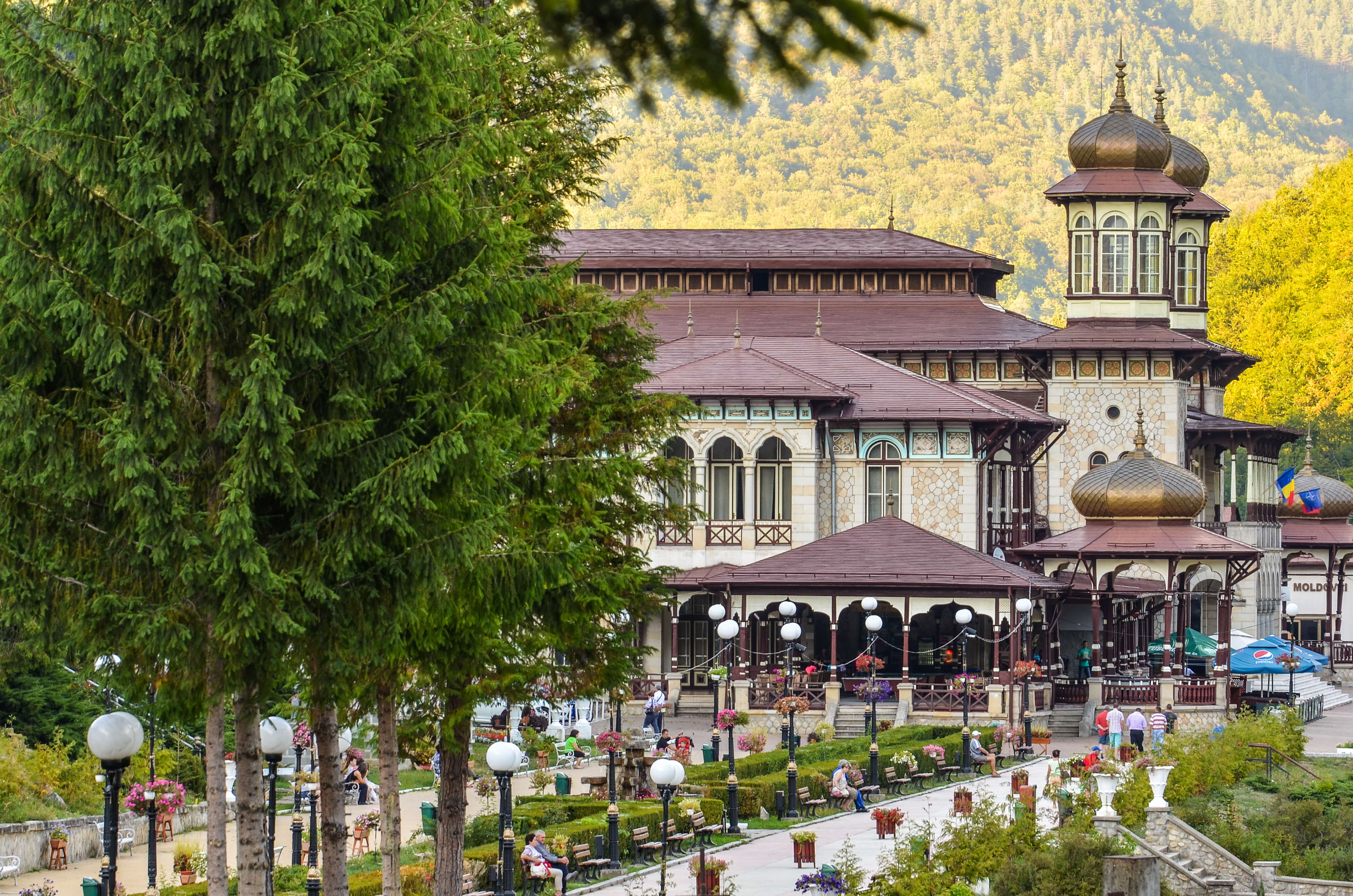
Park im Ortszentrum
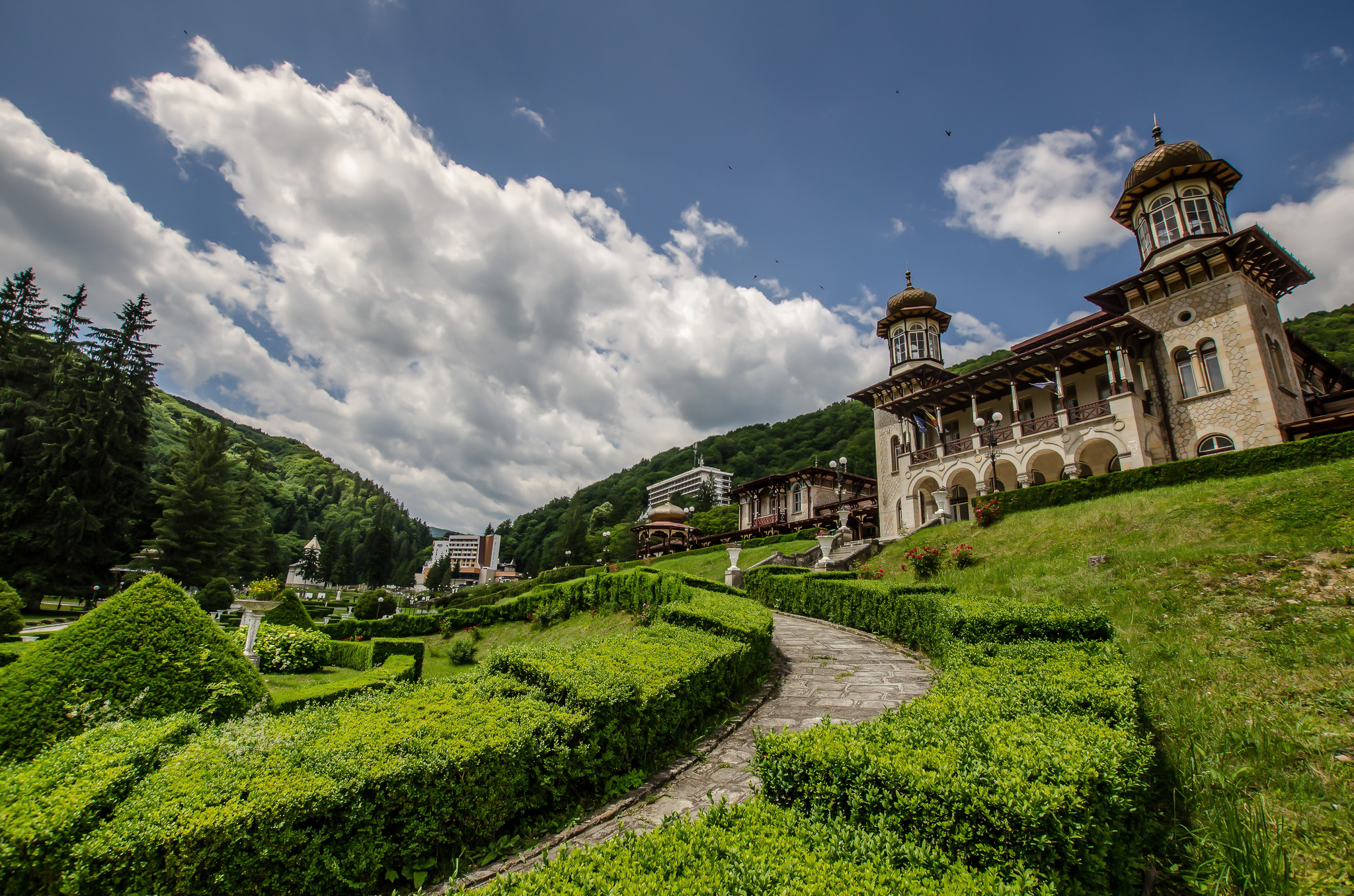
Casino Slănic-Moldova